# Zatorze (Gliwice)

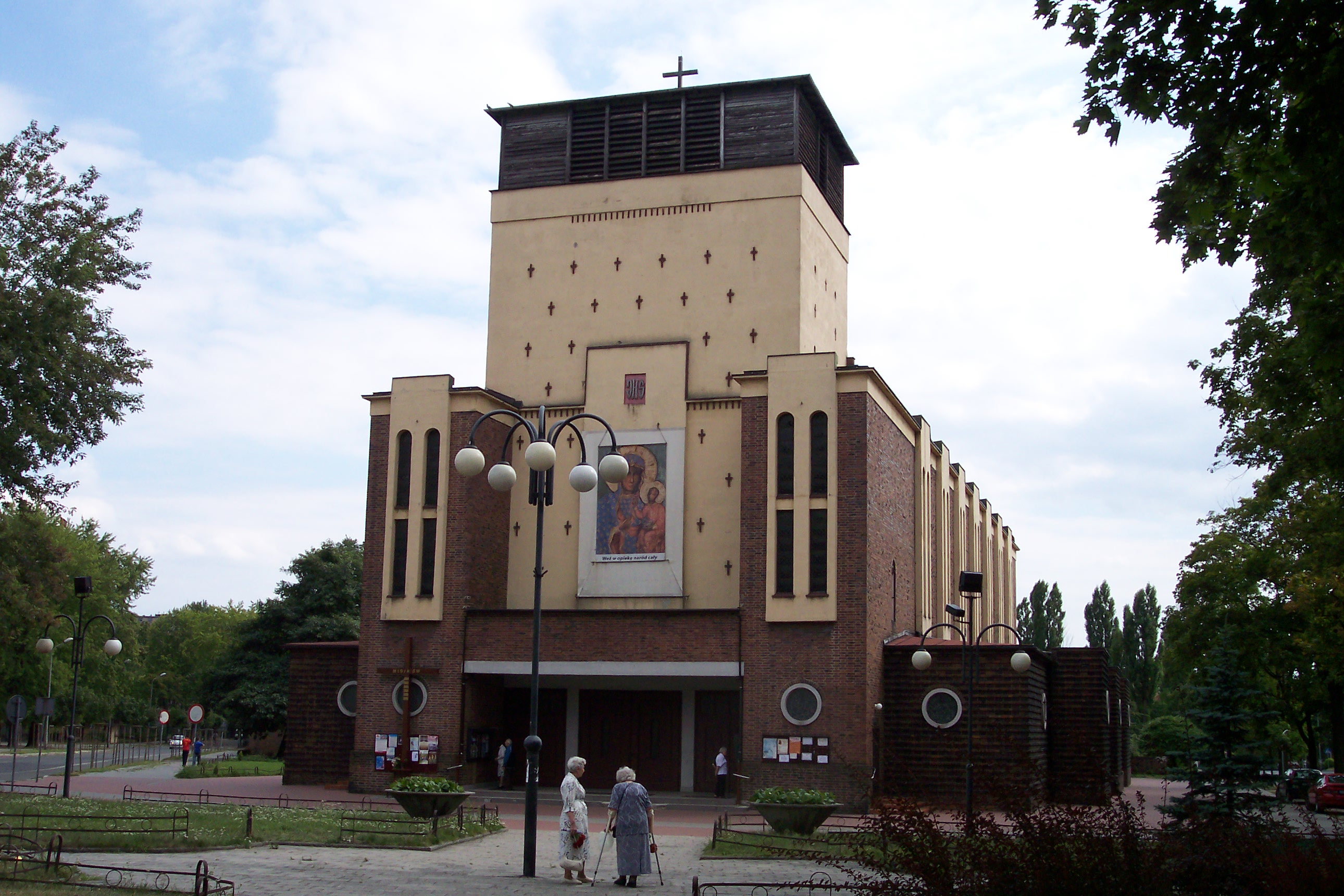
Christus-König-Kirche

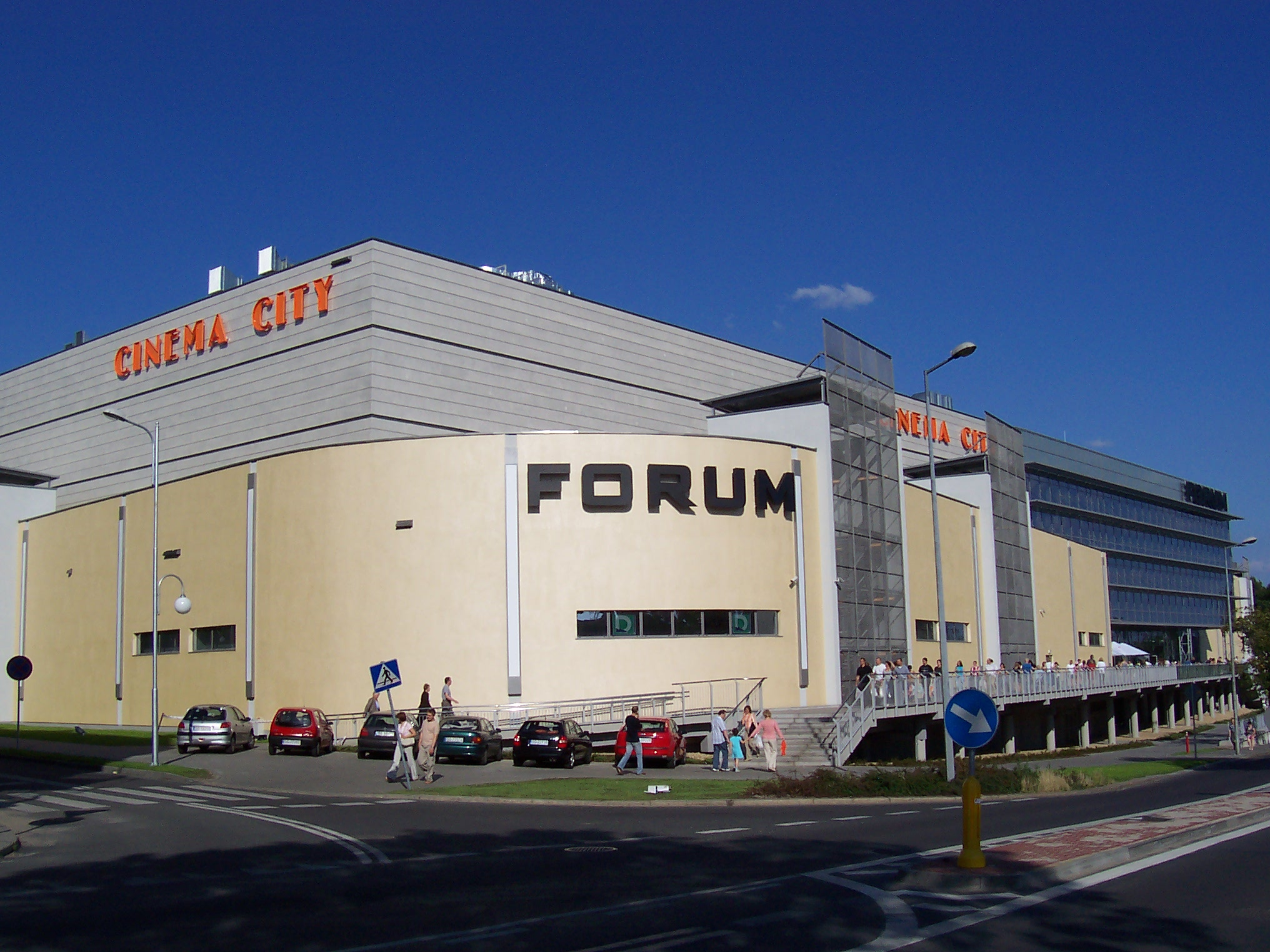
Forum Gliwice

Zatorze (deutsch Stadtwald) ist ein Stadtteil von Gliwice (deutsch Gleiwitz). Zatorze wurde im Februar 2008 aus dem östlichen Teil von Szobiszowice neu gebildet.

## Allgemeines
Zatorze („Stadtwaldviertel“) ist ein Stadtteil im Nordosten von Gliwice und war ursprünglich der östliche Teil von Szobiszowice (deutsch Petersdorf). Später bildete Zatorze mit Szobiszowice den Stadtteil Zatorze-Szobiszowice. Seit dem 22. Februar 2008 bildet Zatorze einen selbstständigen Stadtteil. In Zatorze befinden sich u. a. die Wohnsiedlungen „Milenium“ und „Powstańców Śląskich“. Im Stadtteil liegen das Stadion von Piast Gliwice (deutsch Jahn-Stadion) und das Einkaufszentrum „Forum Gliwice“.

## Kirchen und Kapellen
- Christus-König-Kirche
- Kirche der Hl. Familie

## Friedhöfe
- Lindenfriedhof von 1885
- Neuer jüdischer Friedhof mit Kirkut (Begräbnishalle)

## Bildung
- Grundschule Nr. 7
- Grundschule Nr. 18
- Grundschule Nr. 20
- Gymnasium Nr. 7
- Gymnasium Nr. 10
- Gymnasium Nr. 17
- II Liceum Ogólnokształcące
- III Liceum Ogólnokształcące
- VII Liceum Ogólnokształcące
- IX Liceum Ogólnokształcące
- Zespół Szkół Mechaniczno-Elektronicznych
- Zespół Szkół Łączności im. Prof. Stanisława Fryzego
- Górnośląskie Centrum Edukacyjne im. Marii Skłodowskiej-Curie
- Gliwicka Wyższa Szkoła Przedsiębiorczości

## Persönlichkeiten
- Horst Bienek (1930–1990), deutscher Schriftsteller